# 아가보디 2세
아가보디 2세(싱할라어: අග්ගබෝධි ෨, 522년 ~ 618년 5월 25일)는 아누라다푸라 왕국 모리야 왕조의 제14대 군주이다.
그의 치세 동안 그는 삼촌이 한 일을 더 진행했다. 그는 칸탈라이와 기리타일 저수조를 포함하여 14개의 저수조들을 만들었다.
그의 치세 동안 칼링가의 왕은 전쟁에 대한 두려움으로 스리랑카에 피난해 승려가 되었는데, 소식통에 따르면 서기 609년에 발생한 찰루키아 국왕 풀라케신 2세(AD609-AD655)의 침공 때문이라고 한다.
그의 왕위는 그의 형제 상가 티사 2세가 계승하였다.

## 같이 보기
- 스리랑카의 역사